# コキンボ
コキンボ（スペイン語: Coquimbo）は、チリのコキンボ州にある港湾都市で、エルキ県の県都。パンアメリカン・ハイウェイが通る。ラ・セレナの南10kmの谷あいに位置し、人口40万以上のグレーター・ラ・セレナを形成している。面積は港を中心として、1429.3平方キロにおよぶ。平均気温は14度前後で、降水量は少ない。

## 歴史
1550年、スペインのペドロ・デ・バルディビアがコキンボの天然港を占領した。1840年ごろから金や銅の積み出し港として重要性を増し、イングランドをはじめとするヨーロッパから多くの移民が入植してきた。1867年に町制施行された。
2018年10月20日、サンティアゴで発生したチリ暴動に伴い、コキンボにも月末にかけて夜間外出禁止令が出された。　

## 人口統計
国立統計研究所が行なった2002年国勢調査によると、コキンボ市の人口は16万3036人（男性7万9428人、女性8万3608人）である。このうち、都市部には15万4316人 (94.7%) が、農村部には8720人 (5.3%) が住んでいる。前回の1992年の調査に比べ、人口は32.8%増加した。

## 行政
市は議会が行政を司り、四年ごとに選挙で選ばれる市長が統率する第四級行政区画に位置づけられる。現在の市長はクリスチャン・ガジェギージョス・ベガである。
国政では、上院の第4選挙区（コキンボ州）と下院の第8選挙区（ほかにオバジェとリオ・ウルタード）に属する。第4区選出の上院議員はゴンサロ・ウリアルテ（独立民主連合）とホルヘ・ピサーロ・ソト（キリスト教民主党）、第8区選出の下院議員はペドロ・ベラスケス（無所属）とマティアス・ワルケル（キリスト教民主党）である。

## 経済
コキンボは、この地域における工業と海運の中心地である。発展は急速に進んでおり、1992年から2002年までで32.8%の成長率を記録した。南のグアナケロスやトンゴイといったビーチの町へ向かう中継地として、観光業も盛りあがりはじめている。海運では果物や鉱山で産出される銅が重要である。この地域ではワインもつくられる。

## スポーツ
プリメーラ・ディビシオンBに所属する、コキンボ・ウニードというサッカークラブがある。1万7750席のフランシスコ・サンチェス・ルモローソ市営競技場を本拠地としている。最大のライバルは、デポルテス・ラ・セレナである。コキンボの海岸に海賊が襲来したとの言い伝えから、「ロス・ピラタス」とのあだ名がある。

## 姉妹都市
- エルブロンク - ポーランド

## ギャラリー

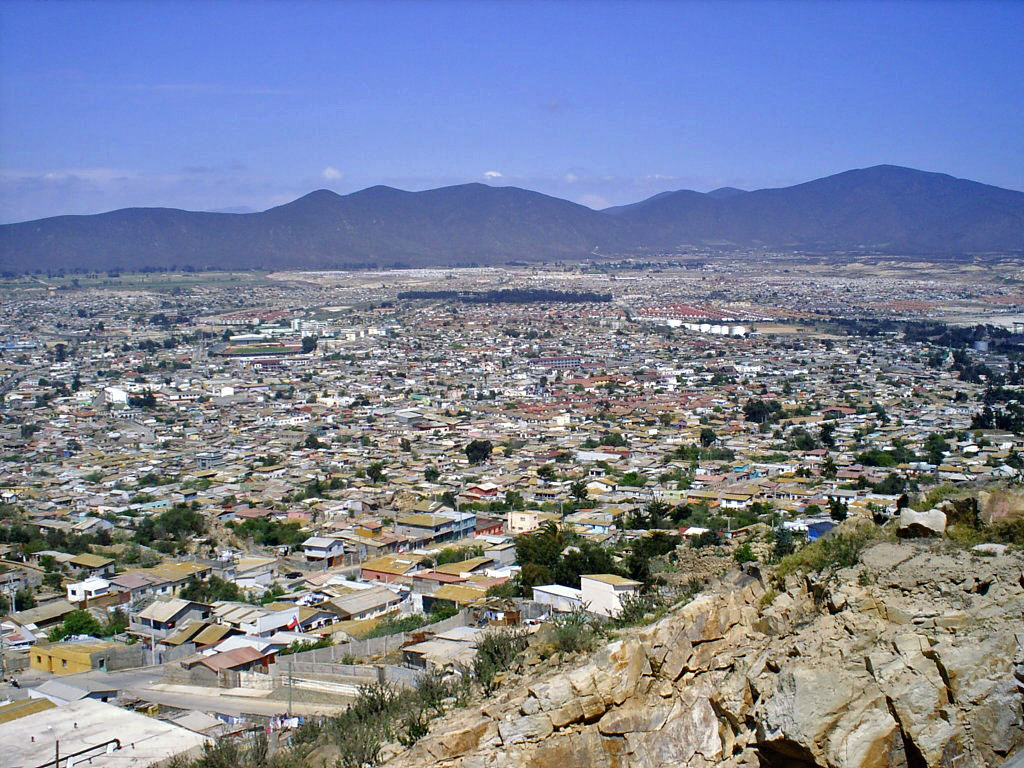
上空からの写真
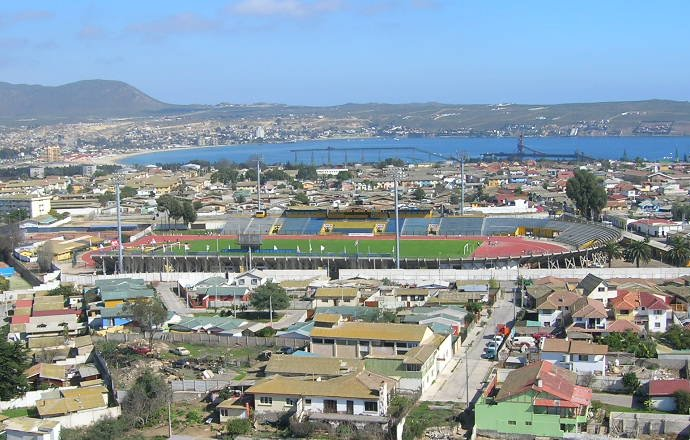
フランシスコ・サンチェス・ルモローソ市営競技場
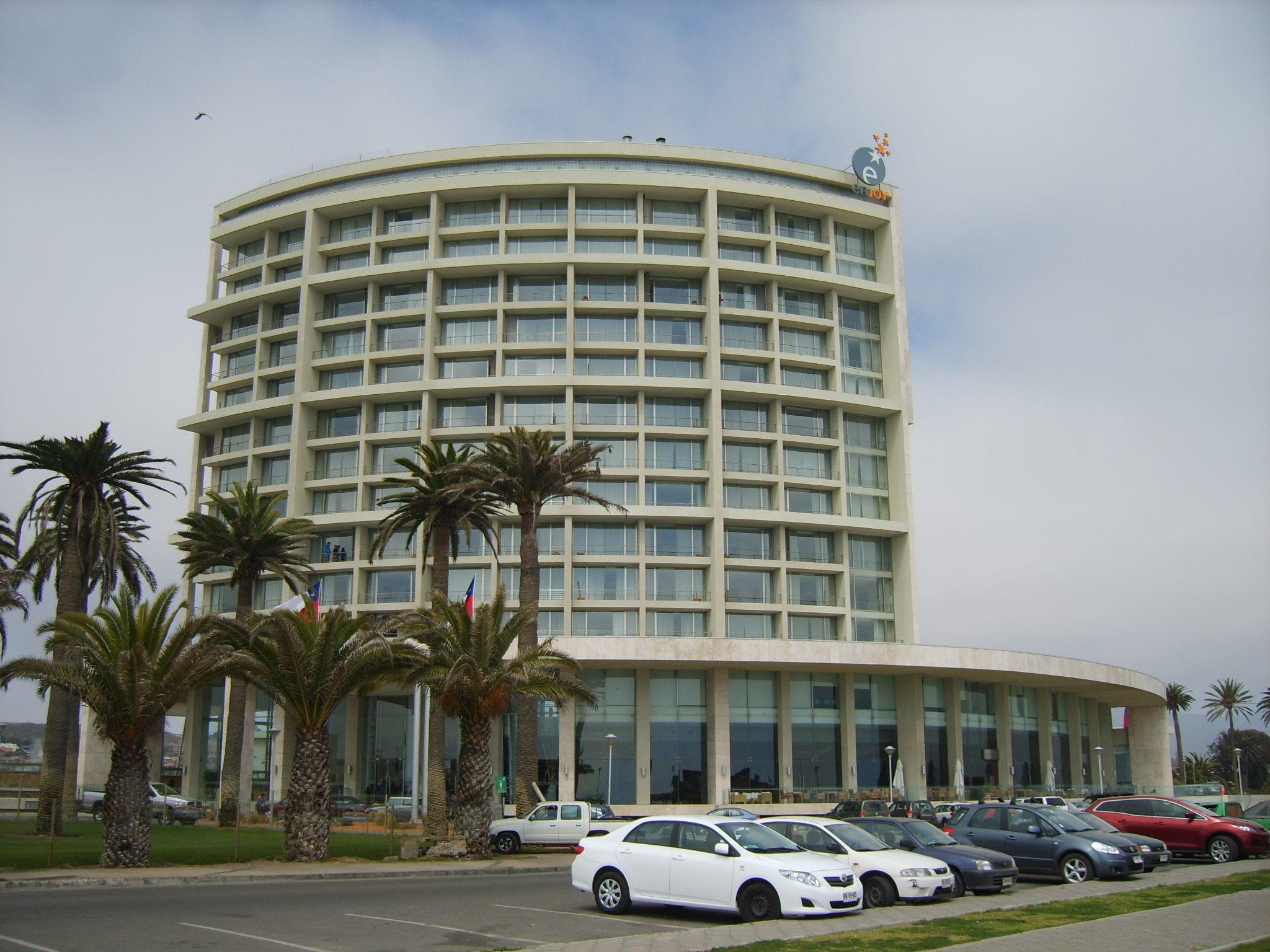
カジノ
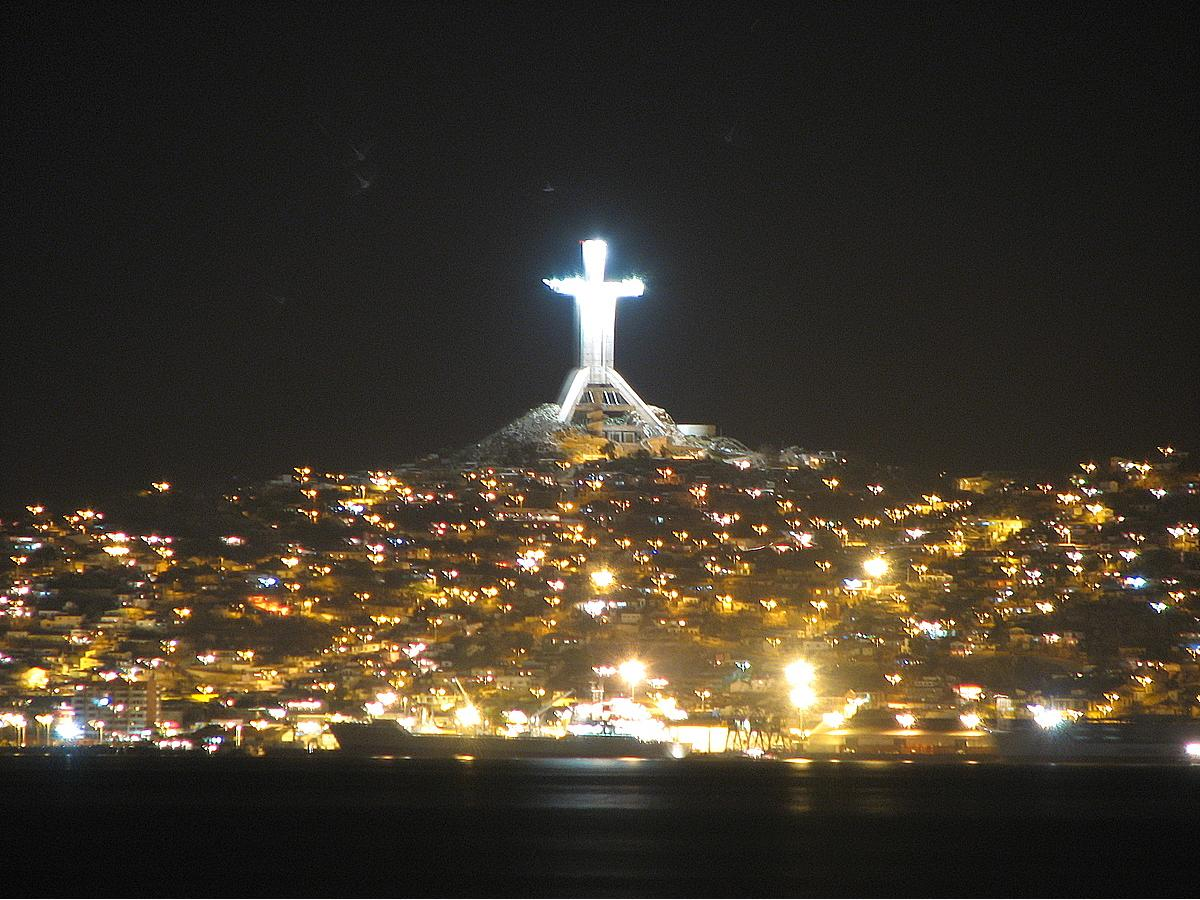
夜のコキンボ
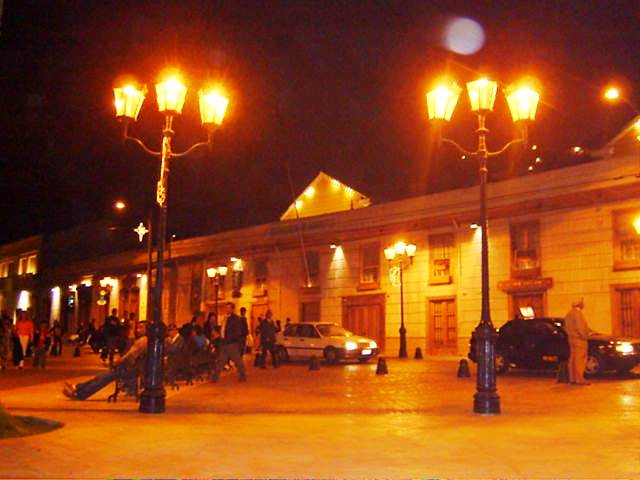
夜のコキンボ
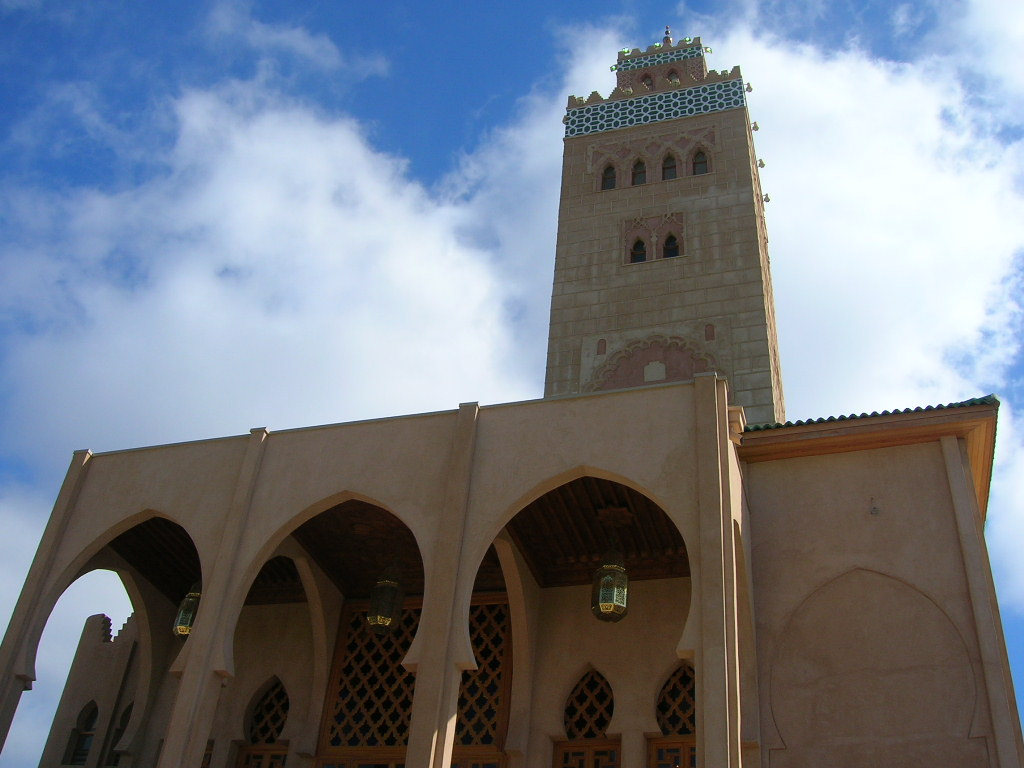
メスキータ